# Spermophilus musicus
Spermophilus musicus is een zoogdier uit de familie van de eekhoorns (Sciuridae). De wetenschappelijke naam van de soort werd voor het eerst geldig gepubliceerd door Ménétries in 1832.